# Pipieterkogel

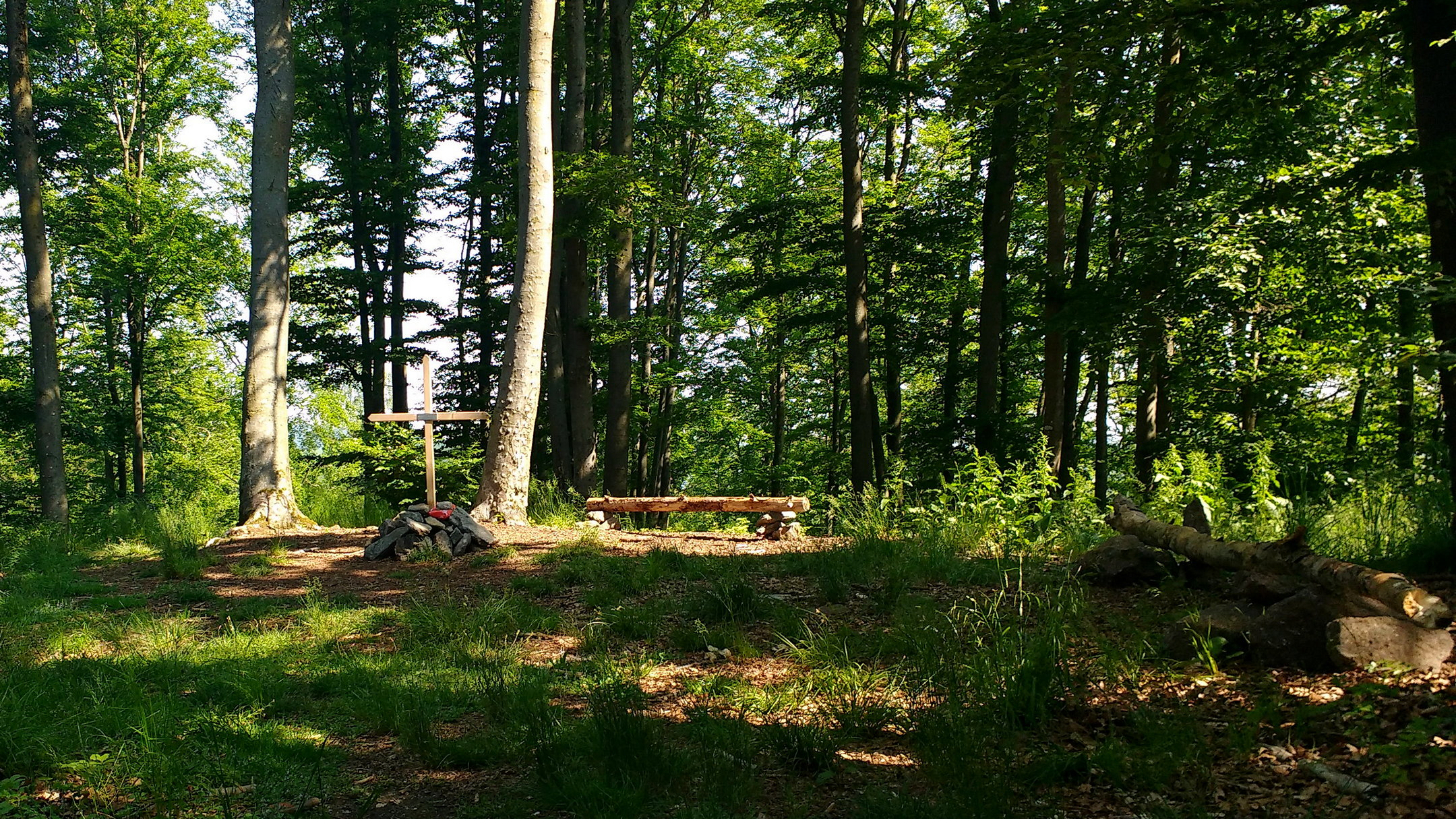
Gipfelbereich des Pipieterkogel

Der Pipieterkogel ist eine 567 Meter hohe, bewaldete lokale Erhebung im Norden des Stadtgebiets der oberösterreichischen Landeshauptstadt Linz. Der Pipieterkogel kann damit als der höchste Gipfel innerhalb der Stadtgrenzen von Linz bezeichnet werden.
Er ist Teil des Höhenzuges mit steil abfallenden Flanken zwischen Haselbach und Höllmühlbach. Auf seiner Kuppe markiert ein hölzernes Gipfelkreuz mit beschrifteter Gipfelbuchkassette den höchsten Punkt.
Der Pipieterkogel ist sowohl anhand früherer wissenschaftlicher Arbeiten, als auch aufgrund der heute verbreiteten Namensverwendungen in Karten oder Wanderberichten klar vom etwa 600 m südlich gelegenen Keglergupf oder dem noch weiter südlichen Gründberg zu unterscheiden.